# レジー・パークス
レジー・パークス（Reggie Parks、本名：Reginald David Parko、1934年8月27日 - 2021年10月7日）は、カナダ・アルバータ州エドモントン出身のプロレスラー。
ベビーフェイスのパワーファイターとして、アメリカ合衆国の中西部を主戦場に活動した。チャンピオンベルトのデザイナーおよび製作者としても知られ、"The King of Belts" の称号を持つ。

## 来歴
デビュー後の1950年代後半はカルガリーおよびバンクーバー、そしてオレゴン州ポートランドなど、太平洋岸北西部を中心に活動。1960年よりアメリカ合衆国本土に本格的に進出、1961年8月8日にはカリフォルニア州サンフランシスコにおいてエンリケ・トーレスと組み、同地区認定のNWA世界タッグ王座を獲得。以降、フリッツ・フォン・エリック、フレッド・ブラッシー、バーン・ガニア、ニック・ボックウィンクルなどの強豪と各地で対戦した。
1965年10月16日、ネブラスカ州オマハにてダニー・ホッジと組み、マッドドッグ・バション&ハル佐々木からネブラスカ・タッグ王座を奪取。以降、同地を拠点とするAWAのミッドウエスト地区を主戦場とし、1966年3月にはティム・ウッズと組んで佐々木&ミツ荒川を破り、ネブラスカ・タッグ王座の後継タイトルであるAWA中西部タッグ王座を獲得。その後も同王座を再三奪取した。
1970年7月、日本プロレスに初来日。アントニオ猪木、大木金太郎、坂口征二、高千穂明久とのシングルマッチが組まれ、ブルート・バーナードやムース・ショーラックのパートナーとなってジャイアント馬場&猪木のBI砲とも対戦した。シリーズ終了後の韓国遠征にも参加しており、8月8日にソウルにおいて、大木の保持していたアジアヘビー級王座に挑戦している。
以降もAWAのミッドウエスト地区を主戦場に、スタン・プラスキーとのコンビでは1971年12月2日にオックス・ベーカー&グレート草津、1972年1月8日にはラリー・ヘニング&ラーズ・アンダーソンを破り、AWA中西部タッグ王座を獲得。1974年5月にはAWAのブッキングで国際プロレスに来日。草津、ラッシャー木村、マイティ井上、アニマル浜口らとシングルマッチで対戦した。
1976年1月より、ザ・ファンクスの主宰していたアマリロのテリトリーに参戦。5月12日にスコット・ケーシーと組んでボビー・ジャガーズ&ランディ・タイラーからNWAウエスタン・ステーツ・タッグ王座を奪取。1977年2月12日にはジョニー・ウィーバーを下して、テキサス西部版のNWAインターナショナル・ヘビー級王座を獲得、翌月にサイクロン・ネグロに敗れるまで保持した。
1979年10月からはカンザス地区において、ジ・アベンジャー（The Avenger）なる覆面レスラーに変身。11月22日にトルコ人ギミックのザ・タークからNWAセントラル・ステーツ・ヘビー王座を奪取する。翌1980年はジ・アサシンを相手に、同王座を巡る覆面レスラー同士の抗争を展開した。
キャリア末期となる1981年はフロリダ地区の前座試合に出場。1982年7月18日には地元エドモントンでのスタンピード・レスリングの興行において、バッドニュース・アレンと対戦した。この試合を最後に現役を引退、以降は居住地のアリゾナにおけるWWFのハウス・ショーやTVショーに時折出場して、ザ・ムーンドッグスやブッチ・リードのジョバーを務めた。
引退後は現役時代から携わっていたチャンピオンベルトのデザインと製作を本業とし、WWEやWCWから総合格闘技のUFCまで、数々のベルトを手掛けた。2021年10月7日、アリゾナ州ツーソンの自宅において、新型コロナウイルス感染症により死去。87歳没。

## 得意技
- エアプレーン・スピン[3]
- スタンディング・クラッチ[1]

## 獲得タイトル
NWAサンフランシスコ
- NWA世界タッグ王座（サンフランシスコ版）：1回（w / エンリケ・トーレス）[7]

オールスター・レスリング
- ネブラスカ・タッグ王座：1回（w / ダニー・ホッジ）[8]

アメリカン・レスリング・アソシエーション
- AWA中西部タッグ王座：7回（w / ティム・ウッズ、ダグ・ギルバート×2、ウッディ・ファーマー、スタン・プラスキー×4）[9]

NWAウエスタン・ステーツ・スポーツ
- NWAインターナショナル・ヘビー級王座（テキサス西部版）：1回[16]
- NWAウエスタン・ステーツ・タッグ王座：1回（w / スコット・ケーシー）[15]

セントラル・ステーツ・レスリング
- NWAセントラル・ステーツ・ヘビー王座：1回[17]

## 追記
- 現役レスラー時代は強靭な肉体の持ち主で知られ、指先だけを床につけて腕立て伏せを行ったり[22]、腹の上にフォルクスワーゲンを走らせたりなどのデモンストレーションを披露したことがある[23]。
- 製作したチャンピオンベルトはメジャーからインディーまで、数多くの団体で使用された。WWEではハルク・ホーガン、ブレット・ハート、ショーン・マイケルズ、ストーン・コールド・スティーブ・オースチンなど、歴代の世界チャンピオンがパークスの手掛けたベルトを腰に巻いた[24]。また、マドンナが2008年にリリースしたアルバム『ハード・キャンディ』のジャケットに使用されたチャンピオンベルトもパークスの作品である[4]。